# Miodio
Miodio (també com MiOdio) és una banda formada per tres membres italians i dos sammarinesos. Van representar San Marino al Festival de la Cançó d'Eurovisió 2008 , interpretant la cançó Complice. Aquesta era la primera vegada que San Marino entrava a la competició. Van actuar en la 5a posició després de Moldàvia i abans de Bèlgica. No obstant això, no van superar la primera semifinal el 20 de maig, només van rebre 5 punts i van quedar últim de 19.
Miodio es va fundar l'hivern del 2002 i han publicat un miniàlbum amb 5 temes. Aquest àlbum va ser produït pel segell "Acanto" propietat del productor i compositor Andrea Felli. L'any 2007 van signar un contracte exclusiu amb Opera Prima, un segell discogràfic, llançant el seu primer senzill "It's Ok", que encara és reproduït per més d'un centenar de ràdios nacionals. La cançó també s'ha inclòs a la banda sonora de la pel·lícula "Il Soffio dell'Anima" i apareix a l'iTunes Store.
El grup va ser seleccionat per un jurat intern, després de sol·licitar a través d'una invitació oberta els participants per representar San Marino.

## Festival de la Cançó d'Eurovisió 2008
El 2008, Miodio va ser anunciat com els primers participants de San Marino al Festival de la Cançó d'Eurovisió 2008. Van ser seleccionats internament per l'emissora sammarinesa San Marino RTV amb la seva cançó Complice, escrita pels membres de la banda Francesco Sancisi i Nicola Della Valle. Van participar a Belgrad, Sèrbia, a la primera semifinal contra altres 18 països. Ells, però, només van rebre 5 punts i van quedar darrers (19è) a la primera semifinal. Després d'Eurovisió, Miodio va competir al Golden Stag Festival a Romania, així com al concurs Pjesma Mediterana a Montenegro. També van anar de gira a Itàlia, San Marino i Moldàvia durant l'estiu.

## Membres
- Nicola Della Valle, veu principal
- Paolo Macina, guitarres
- Andrea Marco Pollice, sobrenomenada "Polly", baix i programació
- Francesco "Sancho" Sancisi , teclat i programació
- Alessandro Gobbi, bateria

## Discografia

### Àlbums
- Avantgarde (2011)

### Solters
- "It's OK"
- "Complice"
- "Evoluzione genetica"

### Altres cançons destacades
- "Idea"
- "Neve nera"
- "Credo"
- "Perdo contatto"